# Aitzaz Hasan
Aitzaz Hasan Bangash (in pashtu اعتزاز حسن بنګش; Hangu, 7 gennaio 1998 – Hangu, 6 gennaio 2014) è stato uno studente pakistano, morto mentre cercava di impedire ad un kamikaze di entrare nella sua scuola il 6 gennaio 2014. Il gesto di Aitzaz ha catturato i cuori del popolo pakistano e per questo è stato nominato shahīd (martire) ed eroe nazionale. Inoltre l'ufficio del primo ministro pakistano Nawaz Sharif ha chiesto al presidente Mamnoon Husain di onorare Aitaz Hasan con la medaglia civile Sitara-e-Shujaat (Stella del Coraggio).

## Biografia
Aitzaz Hasan nasce nel 1998 nel distretto di Hangu, in Khyber Pakhtunkhwa dal padre Mujahid Ali, che al momento dell'attacco talebano era negli Emirati Arabi. Era frequente per gli uomini di questa regione impoverita emigrare, anche nella zona del golfo, alla ricerca di lavoro; la sua famiglia comprendeva inoltre sua madre, suo fratello e le sue due sorelle.
Aitzaz Hasan frequenta il 9º grado alla scuola superiore Ibrahim Zai, quando, la mattina dell'Epifania 2014, un giorno prima di compiere 16 anni, poiché arrivato a scuola in ritardo, non ha il permesso di partecipare all'assemblea scolastica di quel giorno, nella quale sono presenti oltre 2000 studenti. Mentre lui è perciò lasciato fuori dalle porte dell'edificio assieme a suo cugino, un uomo, di età compresa tra i 20 e i 25 anni, si avvicina al cancello del cortile: uno dei due ragazzi nota però un detonatore nella giacca dell'uomo. Mentre il cugino corre all'interno della scuola per dare l'allarme, Aitzaz decide di affrontare l'uomo, che cerca con la forza di entrare nell'istituto: non riuscendo però a sfuggire al ragazzo, il kamikaze fa esplodere la sua giacca, uccidendo sia sé che Aitzaz (il giorno appena prima del suo sedicesimo compleanno), che da quel giorno ha in ogni caso la fama di eroe per tutto il popolo pakistano, per il suo grande coraggio e per aver salvato la vita a circa 2000 ragazzi, tutti d'età compresa tra gli 11 e i 18 anni.
A proposito del coraggio di Aitzaz, suo padre Mujahid ha poi dichiarato "Mio figlio ha fatto piangere sua madre, ma ha salvato centinaia di madri dal piangere i loro figli". Inoltre molti abitanti del Pakistan hanno paragonato Hasan a Malala Yousafzai (a cui lei stessa ha poi reso omaggio), poiché entrambi sono stati dei martiri, nonostante Malala non sia stata uccisa, attaccati dal terrorismo talebano.
Il cugino di Hasan, il Mudassir (maestro) Bangash lo descrisse come uno studente molto diligente, che eccelleva in tutte le attività extracurricolari.
L'area dove Aitaz Hasan viveva è ancora oggi casa di molti musulmani sciiti. Il ragazzo era conosciuto per la condanna aperta ai gruppi radicali sunniti armati.